# Festina (grupa kolarska)
Festina – francuska (do 1992 hiszpańska) zawodowa grupa kolarska sponsorowana przez szwajcarską firmę Festina, istniejąca w latach 1989–2001.
Grupa ta debiutowała na Tour de France w 1992.
Zespół został oskarżony o stosowanie dopingu w czasie Tour de France 1998. Kilku członków grupy zostało aresztowanych za posiadanie i stosowanie dopingu, m.in. asystent ds. żywieniowych, Willy Voeta, za posiadanie dużych ilości nielegalnych recept na m.in. narkotyki, erytropoetynę (EPO), hormon wzrostu, testosteron i amfetaminę.

## Nazwa grupy w poszczególnych latach
| lata      | nazwa         |
| --------- | ------------- |
| 1989      | Lotus-Zahor   |
| 1990–1992 | Lotus-Festina |
| 1993–1999 | Festina-Lotus |
| 2000–2001 | Festina       |

## Ostatni skład (2001)
| Skład drużyny 2001                     | Skład drużyny 2001   | Skład drużyny 2001 | Skład drużyny 2001                          |
| Imię i nazwisko                        | Data urodzenia       | Państwo            | Poprzednia grupa                            |
| -------------------------------------- | -------------------- | ------------------ | ------------------------------------------- |
| Stéphane Augé                          | 6 grudnia 1974       | Francja            | Vélo-Club de Roubaix-Lille Métropole (1999) |
| Florent Brard                          | 7 lutego 1976        | Francja            | VC amateur Saint-Quentin (1998)             |
| Rafael Casero                          | 9 października 1976  | Hiszpania          |                                             |
| Ángel Casero                           | 27 września 1972     | Hiszpania          | Vitalicio Seguros-Grupo Generali (1999)     |
| Pascal Chanteur                        | 9 lutego 1968        | Francja            | AG2R Prévoyance (2000)                      |
| David Clinger                          | 22 listopada 1977    | Stany Zjednoczone  | Mercury (1999)                              |
| Carlos Da Cruz                         | 20 grudnia 1974      | Francja            | BigMat-Auber 93 (2000)                      |
| Andy Flickinger                        | 4 listopada 1978     | Francja            | Casino (1999)                               |
| Félix García Casas                     | 29 grudnia 1968      | Hiszpania          | Artiach (1995)                              |
| Jaime Hernández Bertrán                | 18 stycznia 1972     | Hiszpania          |                                             |
| Michel Klinger                         | 8 października 1977  | Szwajcaria         |                                             |
| André Korff                            | 16 czerwca 1973      | Niemcy             |                                             |
| Francisco José Lara                    | 25 lutego 1977       | Hiszpania          |                                             |
| Pascal Lino                            | 13 sierpnia 1966     | Francja            | BigMat-Auber 93 (1999)                      |
| Laurent Madouas                        | 8 lutego 1967        | Francja            | Lotto-Mobistar (1998)                       |
| Christophe Moreau                      | 12 kwietnia 1971     | Francja            | VC Lyon-Vaulx-en-Velin (1994)               |
| David Plaza                            | 3 lipca 1970         | Hiszpania          | S.L. Benfica (1999)                         |
| Arnaud Prétot                          | 16 sierpnia 1971     | Francja            | Cofidis-Le Crédit par Téléphone (2000)      |
| Luis Pérez Rodríguez                   | 16 czerwca 1974      | Hiszpania          | Vitalicio Seguros-Grupo Generali (2000)     |
| Steffen Radochla                       | 19 października 1978 | Niemcy             |                                             |
| José Luis Rebollo Aguado               | 8 października 1972  | Hiszpania          | Vitalicio Seguros-Grupo Generali (2000)     |
| Nicolas Reynaud                        | 22 kwietnia 1977     | Francja            |                                             |
| Iban Sastre                            | 4 listopada 1977     | Hiszpania          |                                             |
| Sven Teutenberg                        | 18 sierpnia 1972     | Niemcy             | Gerolsteiner (2000)                         |
| Juan Carlos Vicario Barberá            | 1 września 1971      | Hiszpania          | Vitalicio Seguros-Grupo Generali (2000)     |
| Marcel Wüst                            | 6 sierpnia 1967      | Niemcy             | MX Onda (1996)                              |
| Fränk Schleck (1 wrz–31 gru, stażysta) | 15 kwietnia 1980     | Luksemburg         | De Nardi-Pasta Montegrappa (2001)           |
|                                        |                      |                    |                                             |
| Źródło: UCI                            |                      |                    |                                             |